# Хухан'є II
Хухан'є II (кит.: 醢落尸逐鞮; д/н — 55) — 1-й шаньюй південних хунну в 48—55 роках. Визнав зверхність Східної Хань.

## Життєпис

### Молоді роки
Син шаньюя Учжулю. Отримав хуннуське ім'я Сутуху й китайське Бі. У 18 році шаньюй Худуерші Дао-гао призначив Сутуху югянь-жичжо-ваном ухуань (заступником начальника над ухуанями). У 20 році після вбивства сюуй-вана (офіційного спадкоємця) Ічжияси злякався, що може стати наступним, оскільки отримував фактичні права на трон. Тому перестав з'являтися у ставці шаньюя. В свою чергу Худуерші Дао-гао наказавслідкувати за Сутуху.
46 року став планувати захоплення влади в державі. У 47 році з огляду на складне становище нового шаньюя Пуну прибув до імператорського двору, де визнав зверхність Східної Хань. З цього часу став більш відомий як князь Бі.
Шаньюй вирішив покарати зрадника, але князь Бі зібрав близько 45 тис. вершників, проти яких шаньюй мав лише 10 тис. вояків. В подальшому князь Бі зазнав поразки від Пуну, але невдовзі здобув перемогу над шаньюєм.

### Шаньюй
У 48 році князь Бі зібрав 50 тис. війська й невдовзі за підтримки китайців оголосив себе шаньюєм Хухан'є II. Натомість визнав зверхність імперії над хунну. Пуну не зміг цьому завадити. Як наслідок держава хунну розпалася на північну й південну. Наказав облаштувати священне поселення Лунси (за зразком, яке існувало в єдиній державі хунну), де здійснювали щорічні жертвоприношення.
У 49 році військо південних хунну на чолі із князем Мо, братом Хухан'є II, атакувало володіння Пуну, захопивши брата останнього — Аоцзяна — та 10 тис. полонених, 7 тис. коней і 10 тис. худоби та овець. За цим 2 князя північних хунну перейшли на бік Хухан'є II. Проте невдовзі Аоцзян втік, разом з ним пішло на північ 30 тис. хунну.
50 року за наказом імператорського уряду переніс свою став кудо Уюаня, на захід Ордосу. Того ж року відбив напад Пуну. Імператор Ґуан У відправив Хухан'є II багаті дарунки, зокрема золоту печатку з пурпуровими шнурами, карету, 10 тис. парчі, шовку і бавовни, 25 тис. лантухів висушеного рису, 36 тис. голів худоби. південному шаньюю дозволили забрати одного сина зкитайської служби, відправши натмоість іншого. На новий 51 рік імператор відправив шаньюю 1 тис. шматків шовку, 4 шматки парчі, 5 кг золота, спецій, фруктів.
Змінив родинне прізвище з Люань на Хейлянь. Реформував систему титулів: «перші 4 роки» стали східний тукі-ван (спадкоємець), за ним йшли східний гулі-ван, західні тукі=ван і західний гулі-ван; «другі 6 років»: східний і західний жичжо-вани, веньюйді-ван, чжанцзян-ван. Всі ці посади займали брати і сини шаньюя. Іншим родам хунну давали титули східний і західний гудухоу, східний і західний шічжогудухоу. Зменшив вплив титулів й посад цзюйкюй, данху і даюй.
Протягом 52—55 років відбувалися постійні сутички з північними хунну. При цьому Хухан'є II отримував постійну допомогу харчами від імперії. Помер 55 року. Йому спадкував брат Мо, що змінив ім'я на Цюфуюді.